# Jay Anson
Jay Anson, född 4 november 1921 i New York City, New York, död 12 mars 1980 i Palo Alto, Kalifornien, var en amerikansk författare vars mest kända verk är The Amityville Horror.

## Amityville Horror
Boken The Amityville Horror skrevs som "en sann historia", och byggde på intervjuer han gjort med Familjen Lutz om deras upplevelser när de bodde på 112 Ocean Avenue i december 1975. Familjen sålde rättigheterna till boken till Anson.

## Kända verk
- Operation Dirty Dozen (1967),
- The Moviemakers (1969),
- The Saga of: Jeremiah Johnson (1972),
- Harry Callahan/Clint Eastwood: Something Special in Films (1975),
- Lumet: Film Maker (1975),
- Urban Living: Funny and Formidable (1975),
- Martin Scorsese: Back on the Block (1973),
- The Hero Cop: Yesterday and Today (1973),
- The Dangerous World of 'Deliverance' (1972),
- On the Road with: Scarecrow (1973),
- The Amityville Horror (bok) (1977),
- 666 (1980),